# Listen (album de The Kooks)
Pour les articles homonymes, voir Listen.
Albums de The Kooks
Junk of the Heart
(2011) Let's Go Sunshine
(2018)
Singles
1. Down
Sortie : 18 avril 2014
2. Around Town
Sortie : 15 juin 2014
3. Bad Habit
Sortie : 15 juillet 2014
4. Forgive and Forget
Sortie : 1er septembre 2014

Listen est le quatrième album studio du groupe britannique de rock indépendant The Kooks sorti le 8 septembre 2014 par Virgin EMI Records.

## Liste des chansons
Toute la musique est composée par The Kooks.
| No  | Titre            | Durée |
| --- | ---------------- | ----- |
| 1.  | Around Town      | 4:10  |
| 2.  | Forgive & Forget | 3:57  |
| 3.  | Westside         | 3:30  |
| 4.  | See Me Now       | 3:01  |
| 5.  | It Was London    | 3:13  |
| 6.  | Bad Habit        | 3:40  |
| 7.  | Down             | 2:41  |
| 8.  | Dreams           | 3:00  |
| 9.  | Are We Electric  | 4:06  |
| 10. | Sunrise          | 3:14  |
| 11. | Sweet Emotion    | 5:11  |